# Kenta Shimizu
Kenta Shimizu (jap. 清水 健太 Shimizu Kenta; ur. 18 września 1981) – japoński piłkarz występujący na pozycji bramkarza. Obecnie występuje w Kamatamare Sanuki.

## Kariera klubowa
Od 2000 roku występował w klubach Kashiwa Reysol, Montedio Yamagata i Kamatamare Sanuki.